# Joe Graboski
Joseph William „Joe” Graboski (ur. 15 stycznia 1930 w Chicago, zm. 2 lipca 1998 w Columbus) – amerykański koszykarz, występujący na pozycjach silnego skrzydłowego lub środkowego, mistrz NBA (1956).
Już jako junior i senior (ostatnia klasa liceum) w szkole średniej występował równocześnie w niezależnym zespole Philadelphia Sphas. Podczas swojej zawodowej kariery występował w ligach BAA, NBA, NPBL, EBA, EPBL.

## Osiągnięcia
NBA
- Mistrz NBA (1956)[1]